# روبرتو كارلوس ماريو غوميز
روبرتو كارلوس ماريو غوميز (بالإسبانية: Mario Gómez)‏ (27 فبراير 1957 بمار دل بلاتا في الأرجنتين - ) هو مدرب كرة قدم ولاعب كرة قدم أرجنتيني في مركز الدفاع. لعب مع فيرو كاريل أويستي وClub Atlético Temperley ‏.

## وصلات خارجية
- روبرتو كارلوس ماريو غوميز على موقع قاعدة بيانات كرة القدم.إي يو (الإنجليزية)